# Crasi ematica
La crasi ematica è il rapporto tra i vari elementi del sangue. Tali elementi sono la parte corpuscolata, comprendente gli eritrociti (globuli rossi) chiamati anche emazie, i leucociti (globuli bianchi), le piastrine e la parte liquida detta plasma comprendente proteine quali l'albumina, gli elementi della coagulazione (sono quindici indicati con numeri romani dal I a XV), gli elettroliti ovvero per la maggior parte costituiti da ioni sodio (Na), calcio (Ca), potassio (K) e bicarbonati e, infine, gli anticorpi (gammaglobuline).
| Controllo di autorità | Thesaurus BNCF 55278 |